# Mars 1989

## Évènements
- Liban : alors que les premiers bombardements syriens ont commencé contre Beyrouth, le ministre syrien des Affaires étrangères est reçu à Paris par son homologue français Roland Dumas qui évoque « le rôle joué par la Syrie dans son aide au Liban » et lance une invitation au président syrien à venir en France en visite officielle.
- Mauritanie : le président Sid'Ahmed Taya reproche au Sénégal d'accueillir et de soutenir un parti d'opposition interdit par la Mauritanie. Il ordonne une enquête portant sur la « qualité de la nationalité » des Noirs résidant en Mauritanie. Le but de l'opération est d'épurer le pays de sa population noire qui représente 15 à 20 % de la population. Cette enquête va pousser des milliers de Noirs à partir se réfugier au Sénégal, refoulés de leur pays de naissance à cause de la couleur de leur peau.
- Soudan : nouveau gouvernement qui écarte le Front national islamique. Une trêve est acceptée avec les rebelles sudistes alors qu'une délégation parlementaire américaine pénètre dans les zones tenues par les rebelles du sud et y rencontre leur chef, John Garang.

### Mercredi1er
- Kosovo (ex-Yougoslavie) : le gouvernement yougoslave décrète l'état d'urgence au Kosovo, un territoire autonome dépendant de la Serbie, en proie à une agitation politique séparatiste des populations d'origine albanaise.
- Venezuela : en réponse aux émeutes contre le plan d'austérité, le gouvernement décrète le couvre-feu et suspend les garanties constitutionnelles. Ce plan d'austérité, exigé par le FMI et appliqué par le gouvernement du président Carlos Andrés Pérez, est à l'origine des émeutes qui ont fait plusieurs centaines de morts.

### Jeudi 2
- Allemagne de l'Ouest : un important réseau d'espionnage informatique, travaillant au profit du KGB soviétique, est démantelé.
- Malaisie : le sultan de l'État de Perak est élu roi de la Fédération pour cinq ans.

### Vendredi 3

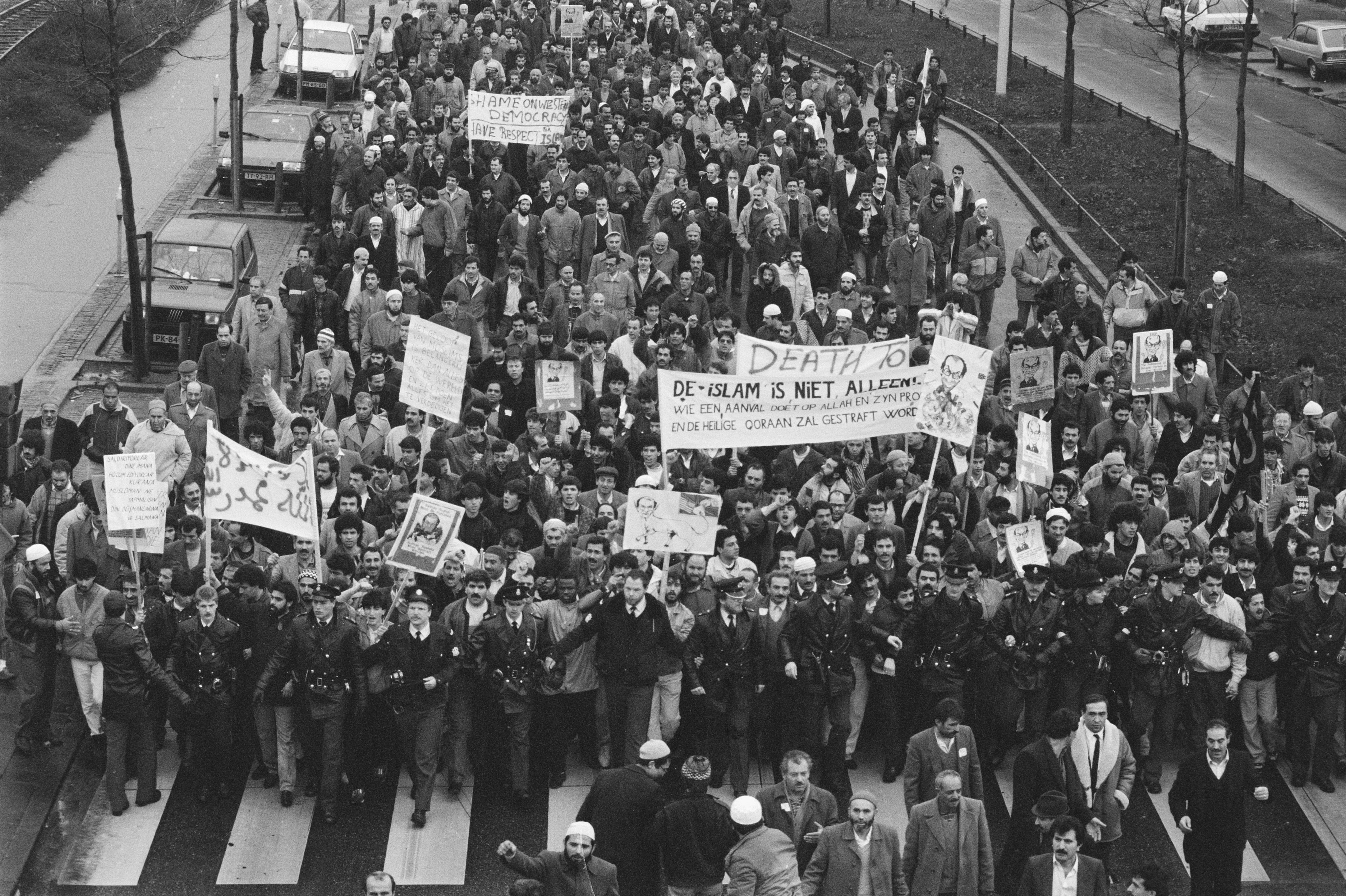
5000 personnes manifestent contre les Versets sataniques à La Haye le 3 mars 1989.

- Allemagne de l'Ouest : le SPD passe un accord de gouvernement à Berlin-Ouest avec la liste « Alternative ».
- Colombie : à Bogota, 4 personne sont tuées lors d'une attaque terroriste contre l'aéroport de Bogota. Depuis le 1er janvier, plus de trois mille personnes ont été tuées lors d'opérations terroristes.
- États-Unis : dans l'affaire de l'Irangate, Robert McFarlane est condamné à deux ans de mise à l'épreuve et à une amende de 20 000 dollars.
- France : dans l'affaire Péchiney, le principal initié Max Théret, désigné comme tel par le rapport de la COB, est inculpé et astreint à une caution de 8,8 millions de FF.
- Grande-Bretagne : le premier ministre Margaret Thatcher reconnaît que les Versets sataniques sont « profondément offensants » pour l'islam. De nouvelles manifestations contre Salman Rushdie sont organisées par des organisations islamistes en Inde, aux Philippines, au Soudan et aux Pays-Bas.
- Nigeria : le Club de Paris donne son accord pour un rééchelonnement d'une partie de la dette extérieure pour un montant d'à peu près 30 millions de dollars

### Samedi 4
- Première diffusion de du cartoon américain Tic et Tac, les Rangers du risque sur Disney Channel.
- France : à Paris, ouverture d'un colloque scientifique consacré aux problèmes posés et aux mesures à prendre pour protéger la couche d'ozone.
- Israël - Palestine : nouveaux incidents dans les « territoires occupés ». Le premier ministre israélien Yitzhak Shamir envisage l'annexion de la Cisjordanie et de la bande de Gaza.
- Japon : dans l'affaire Recruit-Cosmos, Hisushi Shinto, l'ancien président de NTT, est arrêté, il sera inculpé le 27 mars.
- Vatican : le journal Osservatore Romano critique « la part d'irrévérence » contenue dans les Versets sataniques.

### Dimanche 5
- Négociations Est-Ouest : ouverture à Vienne en Autriche, de négociations sur les forces conventionnelles (armement classique) en Europe (OTAN-Pacte de Varsovie).
- Tibet : à Lhassa, début d'une agitation anti-occupation chinoise qui sera, jusqu'au 10 mars, réprimée dans le cadre de la loi martiale par les forces d'occupation chinoises. Cette répression sanglante va entraîner la mort d'à peu près 800 personnes et l'arrestation de centaines d'autres.

### Lundi 6
- États-Unis : annonce de la fusion de « Time » et de « Warner Communications » pour former le premier groupe mondial de communication avec un CA total de 8,7 milliards de dollars.
- France : début d'un vaste mouvement de grève des professions médicales :
  - le 6 mars, grève des 3 500 infirmières anesthésistes ;
  - les 8 et 9 mars, grève des internes hospitaliers ;
  - les 15 et 16 mars, grève des professeurs des centres hospitaliers universitaires.
- Grèce : l'homme d'affaires Georges Koskotas, détenu aux États-Unis porte des accusations de « corruption » et de « crime » contre le Premier ministre socialiste Andréas Papandréou.

### Mardi 7
- France : mort suspecte de Roger-Patrice Pelat (70 ans), impliqué dans l'affaire Péchiney.
- Iran - Grande-Bretagne : les relations diplomatiques entre les deux pays sont rompues.
- Pologne : le gouvernement attribue officiellement le massacre de Katyn au NKVD, la police d'État aux ordres de Staline. Le lendemain le Parti communiste polonais (POUP) reconnaît officiellement les victimes du stalinisme.
- Ulster : à Coagh dans le comté de Tyrone, 3 personnes sont massacrées par l'I.R.A.-Provisoire.
- Venezuela : levée du couvre-feu imposé depuis le 1er mars.

### Mercredi 8
- France : le gouvernement approuve le projet de loi sur la moralisation des marchés financiers avec comme but de renforcer les pouvoirs de la COB et de mettre en place des contrôles plus stricts sur les OPA.
- Japon : dans l'affaire Recruit-Cosmos, Takashi Kato, ancien vice-ministre du Travail, est arrêté, il sera inculpé le 28 mars.
- Union européenne : l'ayatollah Rouhani, chef des chiites en Europe et hostile à l'ayatollah Khomeini, déclare qu'il existe un risque d'attentats terroristes et demande l'interdiction des Versets sataniques, le livre de Salman Rushdie.
- Vatican : à Rome, jusqu'au 15 mars, réunion des trente-cinq cardinaux et archevêques américains, dans le but d'une clarification théologique et pastorale, autour de Joseph Ratzinger, préfet de la Congrégation pour la doctrine de la foi : « Il existe dans nos sociétés le droit à l'immoralité, mais la moralité, elle, n'a plus aucun droit ». Le but de cette réunion est de marquer le début d'un « recadrage » du clergé américain, trop ouvert à toutes les expériences modernistes, notamment en matière de liturgie, de sacrements et de morale familiale et sexuelle.

### Jeudi 9
- Algérie - France : le président François Mitterrand effectue à Alger son quatrième voyage officiel dans ce pays.
- États-Unis : le Sénat américain rejette définitivement la nomination de John Tower au poste de secrétaire à la Défense.

### Vendredi 10
- Algérie : le Front islamique du salut est fondé par Ali Belhadj et Abassi Madani en présence d'un millier de sympathisants dans une mosquée de la banlieue d'Alger.
- États-Unis : Richard Cheney est nommé secrétaire à la Défense en remplacement de John Tower invalidé par le Sénat.
- Vatican : l'archevêque Paul Markincus quitte la direction de l'Institut pour les œuvres de religion (IOR).

### Samedi 11
- Chili : le général Augusto Pinochet annonce l'organisation d'un référendum pour modifier la constitution.

### Dimanche 12
- Afghanistan : la Résistance lance une offensive contre Jalalabad.
- Allemagne de l'Ouest : aux élections municipales de Francfort, l'alliance SPD (40 %) et verts (10 %) l'emporte sur la CDU. Le NPD (Parti national démocratique) obtient 6,6 % des voix et 7 conseillers.
- Autriche : aux élections pour les parlements de Carinthie, de Salzbourg er du Tyrol, le parti libéral (FDOE de Jörg Haider l'emporte, alors par transfert de voix des électeurs depuis le parti conservateur de Alois Mock. Le parti socialiste reste stable.
- France : premier tour des élections municipales, lors desquelles la droite refuse tout accord électoral avec le Front national

### Lundi 13
- Le cargo « Perintis » coule au large du Cotentin par 70 mètres de fond.
- Création du World Wide Web.
- L'orage magnétique solaire du 13 mars est le plus violent des cinquante dernières années[1]. Plus de six millions de personnes se retrouvèrent privées de courant pendant neuf heures, et des satellites géostationnaires sont endommagés.

### Mardi 14
- Grèce : Agamemnon Koutsoyorgas, ministre de la Justice, est poussé à la démission, dans le cadre du scandale de l'affaire Kostkotas, du nom du banquier accusé d'avoir détourné 230 millions de dollars et d'avoir corrompu une partie du gouvernement socialiste.
- Liban : à Beyrouth-Ouest, une reprise des duels d'artillerie font 35 morts. Le général Michel Aoun, premier ministre, annonce le début de la « guerre de libération » contre l'occupant syrien. Pendant plus d'un mois, un déluge d'obus de gros calibre (240 millimètres), de missiles et de mitraille, tiré par les artilleurs de l'armée syrienne, détruit Beyrouth.
- Suisse - Autriche : décès à l'âge de 96 ans de l'ancienne et dernière impératrice d'Autriche, Zita de Bourbon-Parme ou Zita de Habsbourg, épouse de l'empereur Charles Ier d'Autriche, dans un deux pièces d'un couvent suisse.

### Mercredi 15
- France : début d'une grève générale touchant l'ensemble des fonctionnaires en Corse.
- Hongrie : la fête nationale historique célébrant l'insurrection du 15 mars 1848 est rétablie.

### Jeudi 16
- L'Organisation de la conférence islamique, réunissant les ministres des Affaires étrangères des quarante-quatre pays membres, condamne à son tour les Versets sataniques, mais se borne à exiger l'interdiction du livre, à recommander l'adoption « de législation nécessaire à la protection des idées religieuses d'autrui » et à affirmer que l'auteur « est considéré comme hérétique ». Cette position qui semble plus modérée, affirme de fait leur refus d'admettre que la loi de l'islam ne puisse s'appliquer dans les États non-musulmans et leur accord d'abandonner Salman Rushdie à la sentence de mort promise aux hérétiques et renégats de la religion musulmane.

### Vendredi 17
- Liban : à Beyrouth, douze personnes sont tuées dans un attentat à la voiture piégée.

### Dimanche 19
- France : deuxième tour des élections municipales :
  - Le PS gagne 21 villes de plus de vingt mille habitants dont, Strasbourg (Catherine Trautmann), Mulhouse, Tourcoing, Maubeuge, Aix-en-Provence, Salon-de-Provence, Avignon, Orange, Béziers (Georges Fontès), Mantes-la-Jolie, Orléans (Jean-Pierre Sueur), Brest (Bernard Poignant) et Dunkerque (Michel Delebarre). Au total, les listes dites « majorité présidentielle » obtiennent plus de 18 000 conseillers municipaux de plus qu'en 1983.
  - Les Verts font une petite percée essentiellement dans les villes où se posent de graves problèmes liés à l'environnement : Rixheim (27,8 %), Cosne (25,3 %), Le Puy-en-Velay (17,3 %), Gap, Issy-les-Moulineaux, mais aussi Saint-Brieuc (14 %) et Strasbourg (12 %).
  - La droite conserve les villes phares de Paris et de Lyon
  - Le FN continue son enracinement : Perpignan (25 %), Dreux (22,5 %), Mulhouse (21,1 %), Roubaix (17,5 %), Paris (15,5 % dans le XXe), Marseille (13,5 %), Nice, Toulon.
  - Le premier ministre Michel Rocard déclare : « Il est rare que les élections municipales soient, pour un gouvernement en fonction depuis quelques mois, une confirmation aussi ample… C'est un encouragement à maintenir les orientations… »
- Grèce : à la suite des révélations de Georges Koskotas sur le scandale politico-financier et la corruption du gouvernement socialiste du Pasok, un rassemblement à Athènes, réunit plus d'un million de manifestants conspuant les socialistes grecs — chiffre de la police — malgré la démission de quatre des ministres.
- Salvador : Alfredo Christiani, candidat de l'Alliance républicaine nationaliste (ARENA, droite nationale) devient le nouveau président du pays avec 54 % des voix. Le parti démocrate-chrétien recueille moins de 37 % des voix. La gauche n'obtient que 3,2 % des voix, payant ses liens avec la rébellion armée du FMLN qui a tenté d'empêcher le déroulement du scrutin en assassinant plusieurs dizaines de personnes et qui est responsable de plus de soixante-dix mille morts en neuf années de guerre civile.

### Lundi 20
- France :
  - Des heurts violents se produisent en Corse entre les fonctionnaires en grève générale et les forces de l'ordre.
  - Nomination du nouvel ambassadeur des États-Unis à Paris. William Curley remplace Joe Rodgers.
- France - Amérique latine : dix-huit ministres des Finances de l'Amérique latine sont reçus au palais de l'Élysée au sujet de la dette.
- Iran - Union européenne : les douze pays de la CEE renvoient leurs ambassadeurs à Téhéran. Ils les avaient rappelés pour consultation le 20 février dernier.
- Kosovo (ex-Yougoslavie) : le Parlement de la région autonome d'une révision de la constitution Serbe de 1974 lui garantissant l'autonomie. Début de trois jours d'affrontements entre manifestants d'origine albanaise et les forces de l'ordre.
- Ulster : deux officiers supérieurs de la police britannique sont assassinés par l'IRA provisoire.
- Vatican - Hongrie : à la suite de l'audience privée accordée par le pape au ministre d'État hongrois, Imre Pozsgay, celui-ci annonce une prochaine révision du procès du cardinal József Mindszenty, mort en exil à Vienne en 1975.

### Mercredi 22
- France : dans le cadre de la grève générale des fonctionnaires en Corse, le premier ministre Michel Rocard nomme Michel Prada comme médiateur. Après l'ouverture de négociations avec les syndicats, il est reconnu le 25 mars un constat d'échec.
- Vatican : le pape refuse l'audience pontificale demandée par Jacques Gaillot, le controversé évêque d'Évreux.

### Jeudi 23
- Serbie / Kosovo : sous la pression de la police, l'Assemblée du Kosovo approuve une révision constitutionnelle qui donne à la Serbie les pouvoirs de police, le pouvoir judiciaire, la défense nationale et les affaires étrangères à la Serbie. La nouvelle déclenche des troubles dans la province.[réf. nécessaire]

### Vendredi 24
- États-Unis :
  - Le pétrolier « Exxon Valdez », contenant 300 000 tonnes de pétrole brut, s'échoue au large des côtes de l'Alaska et provoque dans les jours qui suivent une terrible pollution sous forme de marée noire.
  - Le président George H. W. Bush trouve un accord avec le Congrès américain pour l'octroi d'une aide militaire de 4,5 millions de dollars aux Contras anti-communistes du Nicaragua.

### Dimanche 26
- Laos : élections législatives, les premières depuis 1975.
- Turquie : aux élections municipales et départementales, le Parti de la mère patrie (droite libérale) du premier ministre Turgut Özal est battu.
- Union soviétique : les élections pour le Congrès des députés du peuple sont les premières élections à candidatures multiples que connait le pays, sauf que 85 % d'entre elles sont présentées par le PCUS. Les sondages récemment autorisés montrent qu'après 70 ans de communisme, 35 % des électeurs seraient proches d'un « parti chrétien » professant les idées d'Alexandre Soljenitsyne et 30 % seraient proches d'un « parti nationaliste » affirmé. Finalement, les partisans de Mikhaïl Gorbatchev l'emportent sur les conservateurs (communistes orthodoxes), en particulier à Moscou, à Leningrad (Saint-Pétersbourg) et dans les Républiques baltes, où ils sont balayés.
  - Boris Eltsine, qui a fait campagne pour « rendre le pouvoir au peuple », obtient 5,1 millions et 89,4 % des suffrages exprimés sur le Grand Moscou.
  - Dans les États baltes, les organisations nationalistes emportent la majorité des sièges à l'exception des circonscriptions à majorité russes :
    - En Estonie, qui a rétabli unilatéralement sa souveraineté depuis l'été 1988, les dirigeants communistes nationalistes, Vaino Valjas, le chef du parti et Arnold Ruudel, le président de la République, sont réélus avec l'accord du Front populaire, l'organisation nationaliste.
    - En Lituanie, l'organisation nationaliste Sajudis emporte 36 sièges sur 42, plus la circonscription de Vilnius, dont le candidat est un communiste nationaliste.
    - En Lettonie, le Front populaire, une organisation nationaliste, emporte 26 sièges sur 40.

  - Dans de nombreuses circonscriptions de Russie, où les électeurs n'avaient que le seul candidat du PCUS, ils ont barré le nom du candidat communiste. Ainsi, plus de 50 % des suffrages exprimés sont des bulletins barrés à Kiev ou à Leningrad.
- Formule 1 : Grand Prix automobile du Brésil.

### Lundi 27
- Japon : dans le cadre de l'affaire Recruit-Cosmos, Hisushi Shinto, l'ancien président de NTT est inculpé.

### Mardi 28
- Iran : l'Ayatollah Montazeri est démis de ses fonctions de successeur désigné de l'Ayatollah Khomeini.
- Japon : dans le cadre de l'affaire Recruit-Cosmos, Kunio Takaishi, ancien ministre de l'Éducation est arrêté, et Takashi Kato, l'ancien vice-ministre du travail est inculpé.

### Mercredi 29
- Belgique : l'imam Abdullah al-Ahdal, recteur du Centre islamique de Bruxelles qui a eu une attitude particulièrement modérée au sujet de Salman Rushdie, est assassiné en compagnie de son bibliothécaire Saleh el Behir.
- France :
  - Le conseil de ministres adopte un projet de loi tendant à abroger la loi Pasqua sur l'entrée et le séjour des étrangers.
  - Remaniement ministériel concernant Louis Besson (ministre délégué au Logement), Gérard Renon (secrétaire d'État à la Défense) et Brice Lalonde (secrétaire d'État chargé de la Prévention des risques naturels).
  - Inauguration de la Pyramide du Louvre par le président François Mitterrand.
  - Décès de Bernard Blier (73 ans), acteur français.
- Union soviétique : lors d'une conférence de presse donnée aux directeurs des principaux journaux du pays, le président Mikhaïl Gorbatchev, commente le scrutin du 26 mars : « Dire que nous rêvons de construire une société démocratique, c'est admettre à l'avance qu'il y aura des gagnants et des perdants ».

### Jeudi 30
- France :
  - Lors du Congrès RPR de Nice, Charles Pasqua, attaque Alain Juppé en déclarant : « Certains crient « l'union, l'union, l'union » comme d'autres autrefois « L'Europe, l'Europe, l'Europe »… Entraînés par la spirale de l'échec, nous apparaissons comme des suivistes, se reconnaissant dans les idées des autres, et se déguisant selon la mode du moment »
  - Le comité central du PCF désigne Philippe Herzog pour conduire la liste communiste aux élections européennes.
- Union soviétique - États-Unis : signature d’un accord industriel et commercial entre six grandes sociétés industrielles américaines et un consortium d'entreprises soviétiques. Cet accord prévoit la création d'au moins vingt-cinq sociétés à capitaux mixtes.

### Vendredi 31
- France - Espagne : le président du gouvernement espagnol Felipe González est en visite officielle en France.
- Japon : dans le cadre de l'affaire Recruit-Cosmos, le premier ministre Noboru Takeshita, avoue avoir touché en 1987, une somme de 20 millions de yen (960 000 FF) de la société Recruit-Cosmos, pour le compte du parti libéral-démocrate dont il était le secrétaire général.

## Naissances
- 1er mars :
  - Khadija El Kamouny, ingénieure et docteure marocaine.
  - Daniella Monet, actrice américaine.
  - Malik Bentalha, humoriste et acteur français.
- 2 mars :
  - Marc Donato, acteur canadien.
  - Nathalie Emmanuel, actrice anglaise
- 5 mars :
  - Sterling Knight, acteur américain.
  - Jake Lloyd, acteur américain.
- 6 mars :
  - Marte Høie Gjefsen, skieuse acrobatique norvégienne.
  - Victoria Jilinskaïté, handballeuse russe.
  - Ievgueni Kovalev, coureur cycliste russe.
  - Nélson Oliveira, coureur cycliste portugais.
  - Agnieszka Radwańska, joueuse de tennis professionnelle polonaise.
  - Verena Schott, nageuse handisport allemande.
- 8 mars : Soraya Milla, cinéaste française.
- 9 mars
  - Kim Taeyeon, chanteuse coréenne.
  - Zara Prassinot, actrice et mannequin française.
- 10 mars :
  - Maxime Gonalons, footballeur français.
  - Román Pérez, matador français.
- 12 mars : Blessing Oborududu, lutteuse nigériane.
- 13 mars :
  - Pierre Niney, acteur français.
  - Holger Badstuber, footballeur allemand
  - Yemi Alade, chanteuse nigériane.
- 16 mars :
  - Gabriel Attal, Premier ministre français.
  - Theo Walcott, footballeur anglais.
  - Sarah El Haïry, femme politique française.
- 20 mars :
  - Heather Bergsma, patineuse de vitesse américaine.
  - Joachim Bottieau, judoka belge.
  - Léa Buet, judokate franco-sénégalaise.
  - Xavier Dolan, réalisateur, scénariste, comédien producteur, monteur, chef décorateur et créateur de costumes québécois.
  - Matthieu Dreyer, footballeur français.
  - Alexandru Dudoglo, haltérophile moldave.
  - Tommy Ford, skieur alpin américain.
  - Yoris Grandjean, nageur belge spécialiste des épreuves de sprint en nage libre (50 et 100 m).
  - Guillaume Leduey, linguiste français.
  - Jean-Charles Valladont, archer français.
  - Zheng Xingjuan, athlète chinoise.
- 21 mars :
  - Jordi Alba, footballeur espagnol.
  - Rochelle Humes, chanteuse britannique The Saturdays.
- 22 mars : Joselito Adame, matador mexicain.

- 24 mars :
  - Ahmed El-Kawiseh, judoka libyen.
  - Jennifer Fry, joueuse sud-africaine de badminton.
  - Sabina Jacobsen, handballeuse suédoise.
  - Marco Loughran, nageur britannique.

## Décès
- 9 mars : Robert Mapplethorpe, photographe américain (° 4 novembre 1946).
- 11 mars : Jean Daurand, comédien français (° 21 juin 1913).
- 28 mars : Madeleine Ozeray, actrice belge (° 13 septembre 1908).
- 29 mars : Bernard Blier, acteur français (° 11 janvier 1916).